# Temporada 1907 de las Grandes Ligas de Béisbol
La Temporada 1907 de las Grandes Ligas de Béisbol fue la séptima temporada de la Liga Americana y la cuarta con Serie Mundial. Los Cachorros de Chicago derrotaron a los Tigres de Detroit 4-0-1 para ganar la Serie Mundial.
|                        | \| Liga Americana[2] \| \| \| \| \| \| Club \| G \| P \| PG % \| GB \| \| Detroit Tigers \| 92 \| 58 \| .613 \| – \| \| Philadelphia Athletics \| 88 \| 57 \| .607 \| 1.5 \| \| Chicago White Sox \| 87 \| 64 \| .576 \| 5.5 \| \| Cleveland Naps \| 85 \| 67 \| .559 \| 8.0 \| \| New York Highlanders \| 70 \| 78 \| .473 \| 21.0 \| \| St. Louis Browns \| 69 \| 83 \| .454 \| 24.0 \| \| Boston Americans \| 59 \| 90 \| .396 \| 32.5 \| \| Washington Senators \| 49 \| 102 \| .325 \| 43.5 \| |     |      |      |
| Liga Americana         | |     |      |      |
| Club                   | G | P   | PG % | GB   |
| Detroit Tigers         | 92 | 58  | .613 | –    |
| Philadelphia Athletics | 88 | 57  | .607 | 1.5  |
| Chicago White Sox      | 87 | 64  | .576 | 5.5  |
| Cleveland Naps         | 85 | 67  | .559 | 8.0  |
| New York Highlanders   | 70 | 78  | .473 | 21.0 |
| St. Louis Browns       | 69 | 83  | .454 | 24.0 |
| Boston Americans       | 59 | 90  | .396 | 32.5 |
| Washington Senators    | 49 | 102 | .325 | 43.5 |

|                       | \| Liga Nacional[3] \| \| \| \| \| \| Club \| G \| P \| PG % \| GB \| \| Chicago Cubs \| 107 \| 45 \| .704 \| – \| \| Pittsburgh Pirates \| 91 \| 63 \| .591 \| 17.0 \| \| Philadelphia Phillies \| 83 \| 64 \| .565 \| 21.5 \| \| New York Giants \| 82 \| 71 \| .536 \| 25.5 \| \| Brooklyn Superbas \| 65 \| 83 \| .439 \| 40.0 \| \| Cincinnati Reds \| 66 \| 87 \| .431 \| 41.5 \| \| Boston Doves \| 58 \| 90 \| .392 \| 47.0 \| \| St. Louis Cardinals \| 52 \| 101 \| .340 \| 55.5 \| |     |      |      |
| Liga Nacional         | |     |      |      |
| Club                  | G | P   | PG % | GB   |
| Chicago Cubs          | 107 | 45  | .704 | –    |
| Pittsburgh Pirates    | 91 | 63  | .591 | 17.0 |
| Philadelphia Phillies | 83 | 64  | .565 | 21.5 |
| New York Giants       | 82 | 71  | .536 | 25.5 |
| Brooklyn Superbas     | 65 | 83  | .439 | 40.0 |
| Cincinnati Reds       | 66 | 87  | .431 | 41.5 |
| Boston Doves          | 58 | 90  | .392 | 47.0 |
| St. Louis Cardinals   | 52 | 101 | .340 | 55.5 |

## Serie Mundial 1907
NL Chicago Cubs (4) vs AL Detroit Tigers (0)
| Juego | Resultado                          | Fecha      | Lugar          | Asistencia |
| ----- | ---------------------------------- | ---------- | -------------- | ---------- |
| 1     | Tigers - 3, Cubs - 3 (12 entradas) | October 8  | West Side Park | 24,377     |
| 2     | Tigers - 1, Cubs - 3               | October 9  | West Side Park | 21,901     |
| 3     | Tigers - 1, Cubs - 5               | October 10 | West Side Park | 13,114     |
| 4     | Cubs - 6, Tigers - 1               | October 11 | Bennett Park   | 11,306     |
| 5     | Cubs - 2, Tigers - 1               | October 12 | Bennett Park   | 7,370      |

|                                                      |
| Campeón de las Grandes Ligas Chicago Cubs 1.º título |